# Stratton-Gletscher
Der Stratton-Gletscher ist ein Gletscher im ostantarktischen Coatsland. Er fließt in der Shackleton Range vom Pointer-Nunatak zunächst nach Norden, dann nach Nordwesten zur Nordflanke des Mount Weston.
Erstmals kartiert wurde er 1957 von Teilnehmern der Commonwealth Trans-Antarctic Expedition (1955–1958) unter der Leitung des britischen Polarforschers Vivian Fuchs. Benannt ist er nach David George Stratton (1927–1972), Geodät und stellvertretender Leiter der Mannschaft, der bei der Expedition die erstmalige Durchquerung des antarktischen Kontinents auf dem Landweg gelang.